# Die Nacht vor der Premiere
Die Nacht vor der Premiere ist eine 1959 unter der Regie von Georg Jacoby in Hamburg gedrehte Musik- und Kostümkomödie mit vielen Tanz- und Gesangseinlagen der Hauptdarstellerin Marika Rökk. Der Film hatte am 14. Mai 1959 in Westdeutschland Premiere. Mit Musikbeiträgen treten Louis Armstrong, Billy Mo und Helmut Zacharias auf.

## Handlung
Hotelbesitzerin Carola Lorm ist ein Revuestar in Südamerika. Ihre Tochter Barbara hat sich ausgerechnet in einen Hamburger verliebt, dessen Vater, der Fruchtgroßhändler Schmitt, seinerseits nichts von einer Heirat seines Sohnes mit der Tochter der Tänzerin hält, die er abfällig als „Hupfdohle“ bezeichnet.
Als die Jungverliebten deshalb ausreißen, folgt ihnen Carola Lorn nach Hamburg. Rauschgiftschmuggler, die den Künstlerstatus von Carola ausnutzen, verstecken Drogen in ihrem Gepäck, um es ungehindert nach Deutschland zu schmuggeln. Da die Ganoven bereits im Focus der Polizei stehen und ihre Verbindungen nach Südamerika zum Teil bekannt sind, gerät nun Carola mit in den Verdacht, zu dem Schmugglerring zu gehören. Dank eines in sie verliebten Kommissars kann sie aber die wirklichen Rauschgifthändler überführen, wobei diese Carola kurzzeitig in ihre Gewalt bringen und die Schmuggelware von ihr fordern, die allerdings schon im Besitz der Polizei ist. Schließlich gelingt es ihr, auch den Vater von Barbaras Geliebtem umzustimmen, indem sie ihn mit ihrem schauspielerischen Talent eine Komödie vorspielt. Von einer ihrer Angestellten hatte sie erfahren, dass diese vor vielen Jahren genau mit diesem Karl Schmitt eine Affäre hatte. Das nutzt sie aus und erscheint verkleidet und unangemeldet als seine angeblich uneheliche Tochter in der Villa der Schmitts, gerade als Karl Schmitt die Verlobung seines Sohnes mit der Tochter eines Geschäftsfreundes bekannt geben will. Alle Versuche, den für ihn äußerst peinlichen Auftritt von Carola zu verhindern, schlagen fehl. Die zukünftigen Schwiegereltern samt Tochter verlassen empört das Fest, Karl Schmitts Frau will sich scheiden lassen und seine Sekretärin läuft ihm davon. Das nutzt der Sohn, Heinz Schmitt, um seine große Liebe Barbara unter falschem Namen als neue Sekretärin bei seinem Vater einzuschleusen und ihn so von ihren Qualitäten zu überzeugen.
Carola Lorm, die nicht möchte, dass die Familie Schmitt durch ihr Eingreifen persönlich Schaden nimmt, klärt die Ehefrau von Karl Schmitt über ihre Komödie und die Hintergründe dazu auf. Darüber ist Bertha Schmitt regelrecht amüsiert und findet, dass ihr Mann ruhig noch etwas leiden solle. Aus Dankbarkeit ist sie Carola dabei behilflich, ein neues Theater für ihre Künstlergruppe zu finden, die ihrem Tanzstar nach Deutschland nachgereist war, da ihr altes Theater in Südamerika geschlossen wurde. Bei der Premiere der neuen Revue löst Carola die ganze Komödie auf und Karl Schmitt ist am Ende froh, eine so nette Schwiegertochter zu bekommen.

## Kritiken
- Filmblätter: „Evergreen Marika Rökk in ihrem besten Nachkriegsfilm.“

- Film-Dienst: „Überladene, mit ein paar parodistischen Glanznummern aufgebesserte Revueunterhaltung, in der Marika Rökk sämtliche Register ihres tänzerischen Könnens zieht.“

Die Kritiker bei Prisma.de urteilen: „Die Nacht vor der Premiere“ ist ein typischer Fünfzigerjahre-Tanzfilm mit Marika Rökk, die Königin der leichten Muse, die hier in einer Paraderolle zu sehen ist: Als Sängerin, Tänzerin und Schauspielerin schlüpft sie in ein halbes Dutzend verschiedener Rollen und zieht dabei alle Register ihres Könnens. Zu den musikalischen Höhepunkten zählen die Auftritte von Louis Armstrong und Helmut Zacharias.